# Papillonotus hauseri
Papillonotus hauseri är en kvalsterart som beskrevs av Sandór Mahunka 1988. Papillonotus hauseri ingår i släktet Papillonotus och familjen Papillonotidae. Inga underarter finns listade i Catalogue of Life.